# IC 1635
IC 1635 ist eine elliptische Galaxie vom Hubble-Typ E0 im Sternbild Fische auf der Ekliptik. Sie ist schätzungsweise 819 Millionen Lichtjahre von der Milchstraße entfernt.
Das Objekt wurde am 23. Dezember 1897 von Stéphane Javelle entdeckt.